# Gerd-Ulrich Herrmann
Gerd-Ulrich Herrmann (* 1950 in Bernburg (Saale)) ist ein deutscher Offizier der NVA  bzw. Bundeswehr, Gesellschaftswissenschaftler und Militärschriftsteller. Er war von 2002 bis 2015 Leiter der Gedenkstätte Seelower Höhen.

## Leben
Herrmann, Diplom-Gesellschaftswissenschaftler, besuchte die Militärakademie „Friedrich Engels“ in Dresden. Von 1970 bis 1990 tat er Dienst in der Nationalen Volksarmee (NVA), zuletzt als Oberstleutnant, danach war er bis 1992 Angehöriger der Bundeswehr im Dienstgrad eines Majors.
Von 2002 bis 2015 war er Leiter der Gedenkstätte Seelower Höhen in Seelow. Von 2007 bis 2014 führte er als Geschäftsführer die gemeinnützige Kultur GmbH Märkisch-Oderland. Seit 2015 ist er als Referent und Reiseleiter zu verschiedenen historischen Themen tätig.
Herrmann ist überdies Autor mehrerer Bücher und Artikel mit Schwerpunkt militärische Handlungen 1945 beiderseits der Oder.

## Schriften (Auswahl)
- Georg Freiherr von Derfflinger (= Preußische Köpfe. 28). Stapp, Berlin 1997, ISBN 3-87776-178-X.
- mit Olga Kurilo (Hrsg.): Täter, Opfer, Helden. Der Zweite Weltkrieg in der weißrussischen und deutschen Erinnerung. Metropol, Berlin 2008, ISBN 978-3-938690-94-9.
- mit Uwe Klar: Der Schlüssel für Berlin. Hintergründe, Vorbereitung und Verlauf der Schlacht um die Seelower Höhen. Helios, Aachen 2010, ISBN 978-3-86933-022-8.
- Das Kriegsende 1945. Berichte, Ereignisse und Aufzeichnungen von den Kämpfen um die Seelower Höhen (= Edition Brandenburg). Culturcon-Medien, Berlin u. a. 2010, ISBN 978-3-941092-46-4.
- Fred Nespethal, Ulrich Pfeil: Märkische Herrensitze im Wandel der Zeiten. Neuhardenberg, Gusow, Friedersdorf und Sonnenburg (= Studien zur Geschichte von Neuhardenberg. 8). Imhof, Petersberg 2002, ISBN 3-935590-49-0.
- Festung Küstrin 1945 Anspruch und Wirklichkeit. Die Geschichte einer Festung. Helios, Aachen 2015, ISBN 978-3-86933-130-0.
- Die Schlacht um die Seelower Höhen. Erinnerungsorte beiderseits der Oder (= Orte der Geschichte). Links, Berlin 2015, ISBN 978-3-86153-831-8.
- mit Uwe Klar: Der Kessel von Halbe. Von Oder und Neiße bis zur Elbe. Helios Verlag, Aachen 2020. Artikelnummer 105-461-00.
- Gerd-Ulrich Herrmann: Munition für den Krieg. "Märkisches Walzwerk GmbH" Strausberg. Helios Verlag, Aachen 2023, ISBN 978-3-86933-292-5.